# W酒店 (三藩市)
旧金山W酒店（英語：W Hotel San Francisco）是一栋位于美国旧金山的33层高大厦，邻近旧金山现代艺术博物馆和莫斯克尼中心。大厦由韦伯戈建设者建造，1999年开幕。该建筑是旧金山最高的混凝土建筑，直到3年后Paramount落成。如邻近的圣雷吉斯博物馆大厦那样，大厦由喜达屋酒店及度假酒店国际集团管理。